# Уцэ, Ион
Ион Уцэ (рум.  Ion Uță; 22 декабря 1891, Каракал, Королевство Румыния — 8 февраля 1949, Борловений-Ной, Румынская Народная Республика) — румынский офицер, участник Второй Балканской и Первой мировой войны, региональный администратор при правлении маршала Антонеску. Политик-националист, член Национал-цэрэнистской партии. Антикоммунистический повстанец, командир партизанского отряда в горах Баната. Погиб в бою с Секуритате. После Румынской революции признан борцом против коммунистического режима.

## Офицер и администратор
Происходил из валашского среднего класса. В 1912 поступил на службу в румынскую королевскую армию. Участвовал во Второй Балканской и в Первой мировой войне, дослужился от рядового до полковника. Придерживался правых националистических взглядов, состоял в Национал-цэрэнистской партии (НЦП).
После подавления легионерского мятежа в январе 1941 маршал-кондукэтор Ион Антонеску начал формировать новый управленческий корпус из армейских офицеров. Полковник Уцэ был назначен префектом существовавшего тогда жудеца Северин (ныне Караш-Северин). Командовал 97-м Лугожским полком румынской пехоты. Был награждён орденами Звезды и Короны.
Во второй половине середине 1940-х — после казни Антонеску, советской оккупации и фактического прихода к власти Румынской компартии — Ион Уцэ поддерживал НЦП Юлиу Маниу. Прокоммунистическое правительство Петру Грозы развернуло репрессивную кампанию. В конце 1947, предвидя скорый арест, Ион Уцэ вместе с инженером-единомышленником Аурелом Верническу бежал в Банатские горы. К ним присоединились единомышленники — в основном крестьяне-антикоммунисты.

## Партизанский командир

### Отряд и тактика
В горах Уцэ и Верническу разделились и собрали антикоммунистические партизанские отряды.Формирование Уцэ действовало в южных районах Баната — в окрестностях городов Карансебеш, Бэйле-Еркулане, селения Терегова. Сформировалась разветвлённая сеть поддержки в деревнях с центром в Терегове. Были налажены связи с подпольем в Лугоже, Карансебеше, Тимишоаре и Решице — в основном бывшими офицерами, национал-цэрэнистами и национал-либералами.
Численность отряда была непостоянна. Обычно бойцов насчитывалось от 24 до 37, ядро составляли около полутора десятков, на пике количество возросло до 70. Организованы они были по-военному. Бойцы приносили присягу перед Уцэ; при отступничестве заранее соглашались на собственную смерть и убийство своих родственников. Вооружение — стрелковое оружие, гранаты, взрывчатка — брались с румынских и немецких складов военного времени и с армейских железнодорожных транспортов. Продовольствием снабжали многочисленные сочувствующие крестьяне.
Оперативная тактика Иона Уцэ состояла в мобильных передвижениях отряда со скоротечными боевыми акциями против активистов РКП, офицеров и осведомителей Секуритате, чиновников РНР. В частности, планировалась ликвидация известного своей жестокостью майора Секуритате Золтана Клинга. Летом 1948 Уцэ организовал засаду на Клинга. Был обстрелян его автомобиль, но майор сумел уйти из-под пуль. В 1970 Клинг умер в психиатрической больнице.

### Стратегия и планы
Органы коммунистической госбезопасности рассматривали Иона Уцэ как опасного противника. В характеристике Секуритате он был назван «авторитетным, нервным, громким, темпераментным одиночкой». По отзывам знавших его людей, Уцэ был человеком «крепким, решительным и удивительно храбрым». В возрасте 56 лет он сохранял спортивную форму, был общителен с соратниками, но соблюдал правила конспирации: запрещалось произносить его имя, паролем для узнавания служили монеты в 100 леев с изображением короля Румынии Михая I. Проводил с бойцами специальные занятия по поведению на допросе в Секуритате, инструктировал, каким образом вводить в заблуждение оперативников и следователей. При этом партизаны всегда имели при себе яд, чтобы по возможности избежать попадания в плен.
Ион Уцэ старался придать своему повстанчеству общенациональный политический формат. Он рассчитывал консолидировать партизанские отряды в военно-политический «Национальный блок» — способный взять под контроль Банат и далее вести вооружённую борьбу против режима РКП в Бухаресте. Образцом для построения партизанской армии он считал югославскую НОАЮ Иосипа Броз Тито. Советско-югославский конфликт вообще сделал ФНРЮ приемлемым союзником для Уцэ. При определённых условиях он считал возможным отход на югославскую территорию для собирания сил.
Координация была налажена не только с Аурелом Верническу, но и со Спиру Блэнару (несмотря на политические расхождения с легионерами), и с формированием Иоана Карлаонца в Олтении. Конечный расчёт Уцэ, как и других румынских антикоммунистов, строился на ожидаемой войне между СССР и США. Освобождение Румынии от коммунистического режима и советской оккупации мыслилось при западной военной помощи. До этого времени Уцэ даже ограничивал приём в свой отряд. Рубежным сигналом ожидалось восстание в Тимишоаре.

### Бой и гибель
Банатское партизанство с тревогой обсуждалось на правительственном уровне. Министр внутренних дел Теохари Джорджеску категорически требовал решить «проблему Тереговы». Приказом начальника Секуритате Георге Пинтилие в Карансебеше было создано контрповстанческое Объединённое командование (CU) во главе с генералом жандармерии Ионом Бэженару. Непосредственно командовали карательными операциями офицеры Секуритате — полковник Коломан Амбруш и майор Аурел Мойш. В помощь Секуритате был командирован майор милиции Эуджен Алимэнеску, известный как «Железный комиссар». Силовики CU получили от Пинтилие практически неограниченные полномочия арестов, депортирований и бессудных казней. Карансебеш превратился в оккупированный город, расположение CU названо «треугольником смерти» .
Госбезопасность сумела сформировать разветвлённую сеть осведомителей. Один из них, житель села Мехадика, в ночь на 8 февраля 1949 явился на милицейский пост и проинформировал Секуритате о местонахождении Уцэ. Был немедленно выдвинуто сводное подразделение секуристов и жандармов. Командовал майор Север Чорапчу. Боестолкновение в селе Борловений-Ной завязалось примерно без четверти семь утра и продлился около получаса.
Восемь партизан были окружены в доме крестьянина Дионисие Каребы. Они попытались прорваться с боем. В перестрелке погибли Ион Уцэ, Илие Кристеску (Войка), Пантелеймон Эримеску, Мейлэ Кареба. Янку Бадерка и Думитру Маташку сумели уйти, но впоследствии были убиты. Раненый Мирча Влэдеску попал в плен. Тела убитых были выставлены на обозрение в деревне Домашня, затем мёртвый Уцэ доставлен на опознание в Бухарест.
Отряд сохранялся ещё почти два года после гибели Иона Уцэ. Командование принял крестьянин Думитру Ишфэнуц. Его действия отличались большей жёсткостью, нежели Уцэ. Погиб Ишфэнуц 2 ноября 1950.

## Память
При правлении РКП Ион Уцэ считался преступником. История его отряда замалчивалась. Положение изменилось после Румынской революции 1989. Исторические исследования восстановили его биографию, большую помощь в этом оказал бывший партизан Николае Чурикэ .
В современной Румынии Ион Уцэ признан борцом против тоталитарного режима. Его именем названы улицы в Карансебеше и Тимишоаре.